# Pressupost del sector públic espanyol
El pressupost del sector públic espanyol és una eina de planificació, gestió i administració per a optimitzar els recursos públics i la gestió pública a Espanya.

## El Pressupost
El pressupost és un document que conté el conjunt de despeses que s'autoritzen realitzar i el conjunt d'ingressos que es preveuen obtenir, en un període.

### Concepte
De les definicions que trobem a la doctrina, la més difosa fou feta per l'economista alemany Fritz Neumark, que el defineix com el resum sistemàtic i 
xifrat, confeccionat en períodes regulars, de les previsions de despeses i de les estimacions d'ingressos previstos per cobrir-les. Aquesta definició és, en essència, la que recullen els diferents textos legals existents en el sector públic espanyol, com per exemple l'article 27 de la llei de finances públiques de Catalunya.
El pressupost es manifesta també com un mitjà de planificació, com un instrument de planificació econòmica d'un ens públic per un període determinat. Com a instrument de d'administració i de gestió evidencia de manera explícita o implícita el cost monetari, el temps i la naturalesa dels resultyats esperats de l'activitat financera pública.
Com a mecanisme general de coordinació es manifesta de dues formes:
- Per acomplir 3 funcions o finalitats vàsiques
  - Assignacions que faciliten la satisfacció i les necessitats socials bàsiques i la producció dels béns públics.
  - Distribució de la riquesa i renda nacional
  - Estabilització econòmica

- Per coordinar els diferents pressupostos dels ens públics de l'estat espanyol i integrar tota l'activitat financera.

Podem dir que el pressupost públic es pot considerar des de 3 punts de vista:
- Polític: Per mitjà del pressupost el Parlament autoritza el govern a realitzar determinades despeses i en fiscalitzarà la gestió realitzada.
- Econòmic: És el principal instrument del qual disposa el govern per assolir els seus objectius a nivell de política econòmica.
- 'Jurídic: El pressupost es revesteix de forma de llei. Concretament, els pressupostos generals de l'estat són una llei ordinària amb especialitats en la seva tramitació.

### Principis Clàssics

#### Polítics
- Competència: La competència es distribueix entre els poders executius i legislatiu. el govern realitza la planificació econòmica i l'elaboració de pressupostos, mentre que les Corts Generals, les Assemblees Autonòmiques o els Plens Municipals autoritzen a través dels seus mecanismes, l'expressió de la voluntat popular. El govern és l'encarregat d'executar el pressupost, i els diferents Parlaments la fiscalització i control d'aquest.
- Universalitat: Els pressupostos han d'incloure la totalitat de les despeses públiques i la totalitat d'ingressos previstos.
- Unitat: Tot els ingressos i despeses s'han d'incloure en un sol pressupost. Aquest principi vol evitar els anomenats pressupostos extraordinaris o complementaris que solien escapar del control parlamentari. De totes maneres, el detall d'ingressos i despeses poden estar en diferents documents que conjuntament conformen el pressupost.
- Anualitat: L'autorització parlamentària té una vigència temporal determinada, coneguda com a exercici pressupostari. A l'estat espanyol, com a la majoria de països coincideix amb l'any natural.
- Especialitat
  - Qualitativa: Els recursos són autoritzats a través de la llei de pressupostos amb les finalitats preestablertes que han de ser complides en la seva execució.
  - Quantitativa: L'autorització parlamentària s'estén al volum dels recursos disponibles, per tan sols es podrà gastar en cada crèdit pressupostari la quantitat aprovada.
  - Temporal: El gast del crèdit haurà de ser dins el termini disposat per l'execució del pressupost.
- Publicitat:El poble ha de tenir coneixement del contingut dels pressupostos. La publicitat ha de produir-se durant el debat d'aprovació, en el moment de la seva aprovació, al llarg de la seva gestió mitjançant informes, compareixences i interpel·lacions i en el moment del control.

#### Econòmics
- Equilibri: Els pressupostos han de tendir a l'equilibri entre despeses i ingressos corrents i despeses i ingressos de capital. Es tracta d'evitar que un menor nombre d'ingressos suposi l'aparició del dèficit públic la qual cosa comporta la ruptura de l'equilibri pressupostari.
- Limitació de la despesa pública
- Neutralitat impositiva: Les cargas tributàries no poden ser utilitzades com a instruments per assolir metes politicosocials o politicoeconòmiques. En cap cas la seva implantació ha de produir distorsions en l'economia de mercat, sinó que han de ser completament neutrals.
- Deute públic autoliquidable: L'emisió del deute públic només està justificada per al finançament d'inversions productores de riquesa amb la qual es podran pagar els seus interessos i amortitzar el principal.

#### Comptables
- Pressupost brut: Ingressos i despeses s'han de comptabilitzar pels seus imports bruts, no deduint en els ingressos els seus costos d'administració ni en la despesa els recursos que es produeixin.

## Finalitats del Pressupost
Un pressupost públic, i l'estat espanyol no n'és una excepció, persegueix tres finalitats:
- Permetre el control polític: El pressupost és un instrument de fiscalització de l'acció de l'executiu pel ue fa a la utilització dels recursos financers i la realiotzació de despeses públiques.
- Racionalitzar la despesa pública: Introdueix la racionalitat en l'ordenació del conjunt de despeses i ingressos propis de l'activitat economicofinancera pública.
- Facilitar la política econòmica: El pressupost ajuda a persegueix els objectius de la política financera del govern, que s'identifiquen en els objectius tradicionals d'estabilització de l'economia, creixement econòmic i distribució equitativa de la renda.